# Lenti di Visby

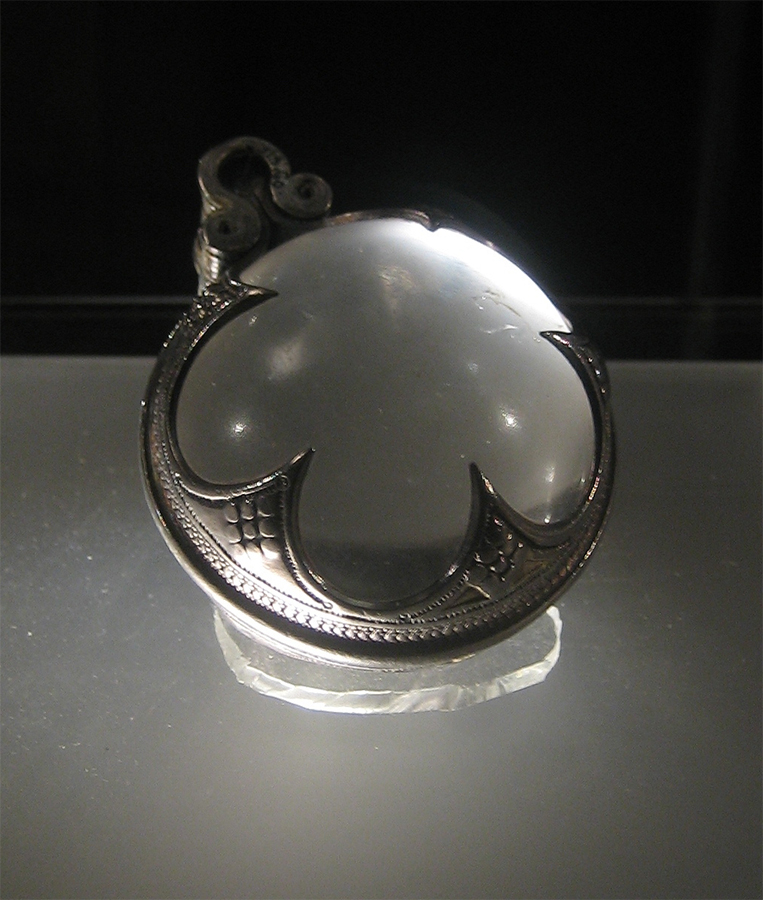
Lenti conservate al museo di Storia di Stoccolma.

Le lenti di Visby (chiamate a volte anche lenti di Fornsa) sono una collezione di manufatti a forma di lente costruiti con quarzo, ritrovati in numerosi tumuli vichinghi sull'isola di Gotland, in Svezia. Sono stati datati tra l'XI ed il XII secolo. 
Alcuni erano incastonati nell'argento completi di filigrana, con la cornice che ricopriva la parte posteriore della lente, e venivano probabilmente usati come gioielli. È stato ipotizzato che le lenti stesse fossero più antiche delle cornici che le contengono.
Alcune di queste lenti possono essere osservate presso il museo storico Fornsal di Visby, mentre altre sono nel Nationalmuseum di Stoccolma. 
Altre sono andate perse.
Nel 1950 Otto Ahlström fece notare che molte avevano una superficie asferica, dimostrando così che le conoscenze ottiche erano più sviluppate nel Medioevo di quanto si credesse fino a quel momento. La loro forma è molto simile alle moderne lenti asferiche utilizzate negli occhiali.

## Descrizione
Le lenti sono bi-asferiche ed hanno eccellenti proprietà ottiche. La loro superficie sembra un'ellisse oblata, mentre la superficie nei pressi del fuoco assomiglia ad una parabola. Sono di fattura talmente buona che anche l'ottimizzazione fatta al computer non è riuscita a migliorarne le prestazioni.
La migliore delle lenti misura 50 mm di diametro e 30 mm di spessore al centro, con una risoluzione angolare di 25–30 µm.
Le lenti di Visby dimostrano che le complicate tecniche di costruzione delle lenti erano utilizzate dagli artigiani oltre 1000 anni fa, quando i ricercatori avevano appena iniziato ad esplorare le leggi di rifrazione. Secondo Schmidt ed i suoi collaboratori, è chiaro che gli artigiani lavorarono operando a tentativi, dato che la matematica necessaria per calcolare la migliore forma delle lenti fu scoperta molti secoli dopo. È stato ipotizzato che la conoscenza era condivisa da pochi artigiani, e forse addirittura da una singola persona.
È stata anche avanzata l'ipotesi che le lenti non siano state costruite dai Vichinghi, dato che alcune cose fanno pensare che provengano da Bisanzio o dall'Europa orientale. I Vichinghi di Gotland sono famosi per aver stabilito rotte commerciali che raggiungevano Costantinopoli. Successivi scavi a Fröjel su Gotland, condotti nel 1999, scoprirono prove della costruzione locale di perline e lenti a partire dal quarzo, con pezzi semilavorati assieme a quelli finiti.

## Probabili usi
Sono stati ipotizzati vari usi per queste lenti:
- Potrebbero essere state usate dagli artigiani come lenti di ingrandimento per le opere di miniatura, come le pietre di lettura, o per accendere fuochi.[6]
- Secondo Olaf Schmidt potrebbero essere state usate come parte di un telescopio.[7]